# Elsinoë parthenocissi
Elsinoë parthenocissi är en svampart som beskrevs av Jenkins & Bitanc. 1942. Elsinoë parthenocissi ingår i släktet Elsinoë och familjen Elsinoaceae.   Inga underarter finns listade i Catalogue of Life.